# Узник войны
«Узник войны» (англ. Prisoner of War) — десятый эпизод второго сезона американского мультсериала «Мстители: Величайшие герои Земли».

## Сюжет
Скруллы похищают доктора Лайла Гетза, члена Передовых Идей Механики, и подменяют его своим шпионом. Капитан Америка слышит его крики из тюремной камеры. Два месяца назад его также похитили пришельцы, заменив своим солдатом. К Кэпу приходит следователь с очередным допросом, но герой лишь называет своё имя, звание и личный номер. Скруллы поражаются его выносливостью и по велению королевы меняют тактику. На следующем допросе Капитана Америка спасают Мстители и освобождают от оков, однако он им не верит и атакует, убеждаясь, что это Скруллы. Он берёт в заложники следователя и скрывается с ним. Кэп видит Сатурн в иллюминаторе.
Затем он пробирается в камеру Мадам Гадюки. Сначала она ему не доверяет, но он убеждает её, что является человеком, и несмотря на их вражду на Земле просит объединиться против общей угрозы. Теперь уже они допрашивают следователя, и тот им рассказывает, что планета Скруллов была уничтожена Галактусом. Поэтому они ищут новый дом и хотят захватить Землю. Далее приходит стража, и Кэп с Гадюкой сражаются против них и побеждают. Они освобождают других пленников, и Капитан Америка воодушевляет их на союз. Гадюка рассказывает, что их доставили сюда на айрошатлах, на борту которого она очнулась. На них они и планируют вернуться домой. Капитан обнаруживает камеру с усыплённой Женщиной-невидимкой и забирает её.
Люди прорываются к шатлам, и там их встречает Супер-Скрулл. Затем также прибывает армия. Доктор Лайл Гетз разбирается, как управлять шатлом, и открывает огонь по всем, в том числе и по своим. Агент «Щ.И.Т.а» Куотермейн вырубает его и садится за штурвал. Кобра и Пересмешник садятся на корабль, а Кэп спасает Гадюку от Супер-Скрулла и говорит ей лезть на борт. Очнувшаяся Женщина-невидимка применяет свои силы, чтобы помочь Кэпу, и он прыгает на корабль, на который Гадюка ему помогает взобраться. Однако внутри она отвечает, что лишь отдала долг герою, но когда они покончат со Скруллами, то снова будут врагами. Пленники улетают, и коммандор сообщает королеве о произошедшем. Она увидела, как Капитан Америка объединил героев и злодеев, и хочет использовать его Скрулла, чтобы подчинить людей.

## Отзывы
Джесс Шедин из IGN поставил эпизоду оценку 8,5 из 10 и написал, что «одним из разочарований стала неудачная попытка Скруллов обмануть Кэпа с помощью инсценированного спасения его Мстителями». Он подметил, что «было круто видеть, как Кэп вытирает пол Железным человеком, Халком и Тором», но посчитал, что «эта сцена могла бы сработать лучше, если бы Кэпа хотя бы на мгновение одурачили, и он проявил бы двухмесячное эмоциональное напряжение». В конце критик написал, что «в целом, этот эпизод стал незабываемым началом конфликта вторжения Скруллов, который будет разыгрываться ещё несколько серий». Шедин добавил, что «несмотря на изрядную долю экшна, „Узник войны“ также проделал удивительно эффективную работу с персонажами».
Зрители тоже тепло приняли эпизод; Screen Rant поставил его на 2 место в топе лучших эпизодов мультсериала по версии IMDb, а CBR — на 3 место в таком же списке.